# Андерсън (град, Калифорния)
Вижте пояснителната страница за други значения на Андерсън.
Андерсън (на английски: Anderson) е град в окръг Шаста, щата Калифорния, САЩ. Андерсън е с население от 10 370 жители (по приблизителна оценка за 2017 г.) и обща площ от 17 km². Намира се на 132 m надморска височина. ЗИП кодовете му са 96007, а телефонният му код е 530.